# 이시이 고키
이시이 고키(일본어: 石井 光輝, 1995년 3월 15일~)는 일본의 축구 선수이다.

## 구단 경력
그는 2017년 J3리그의 가이나레 돗토리로 이적했다. 2023년까지 109경기에 출전하여, 6득점을 넣었다. 2024년 AC 나가노 파르세이루로 이적했다.